# Палата сукнарів Іпра
Суконні ряди (нід. Lakenhal або Lakenhalle) — великий суконний ряд, середньовічна комерційна будівля в Іпрі, Бельгія. Оригінальна споруда була зведена в основному між 1200 і 1304 роками в готичному стилі. Це була одна з найбільших комерційних будівель Середньовіччя, коли вона слугувала головним ринком і складом для процвітаючої суконної промисловості фламандського міста. На 125 метрів (410 фут) у ширину, 70 метрів (230 фут) заввишки вежа-дзвіниця, вона нагадує про важливість і багатство середньовічного торгового міста.
Зал лежав у руїнах після того, як артилерійський обстріл спустошив Іпр під час Першої світової війни. Між 1933 і 1967 роками його ретельно реконструйовано до довоєнного стану під керівництвом архітекторів Дж. Куманса та П. А. Пауельса. Зараз у будівлі розташований Музей «У полях Фландрії». У 1999 році його внесено до Списку Світової спадщини ЮНЕСКО як частину дзвіниць Бельгії та Франції на знак визнання їхньої унікальної архітектури, ролі в просуванні громадянських свобод і їхнього громадського, а не релігійного впливу.

## Історія

### Середньовічна структура
Оригінальні Суконні ряди побудовано приблизно між 1200 і 1304 роками. Будівництво дзвіниці розпочато 1200 року, а ринку — 1230 року. У 1304 році ансамбль завершено. Оскільки більшу частину будівлі побудували за один раз у середині 13-го століття, будівля в цілому являє дуже однорідний стиль, у найчистішій готичній традиції того часу, витвір єдиного проекту. Це одна з найстаріших міських громадських пам'яток на північ від Альп, а також одна з найбільших комерційних будівель Середньовіччя. Занепад міста в наступні періоди дозволив зберегти більшу частину оригінальної будівлі, яка дуже добре збереглася до Першої світової війни, тому що вона не вимагала жодного розширення чи дуже значних модифікацій після цього, а також будь-якої реконструкції в іншому стилі.

### Руйнування та відбудова
Суконні ряди були майже повністю зруйновані під час Першої світової війни та відбудовані після конфлікту. Після тривалих дебатів, викликаних сварками між аматорами та експертами, архітектори, серед них Жюль Куманс, обрали правильну та сувору реституцію будівлі на основі досліджень, проведених до й під час війни. Реконструкція собору Святого Мартина, розташованого в тильній частині, щойно завершилася, коли почалася реконструкція Суконних рядів. Таким чином, нинішня зала в основному є точною копією середньовічної будівлі, яка існувала до війни. Однак деякі частини пам'ятки все ще оригінальні, зокрема в західній частині та в основі дзвіниці. Більшість повторно використовуваних старих елементів, знайдених у руїнах і уламках, повторно інтегрували в пам'ятку, і вони стали за модель для відсутніх елементів. Роботи з реконструкції завершилися в 1967 році.

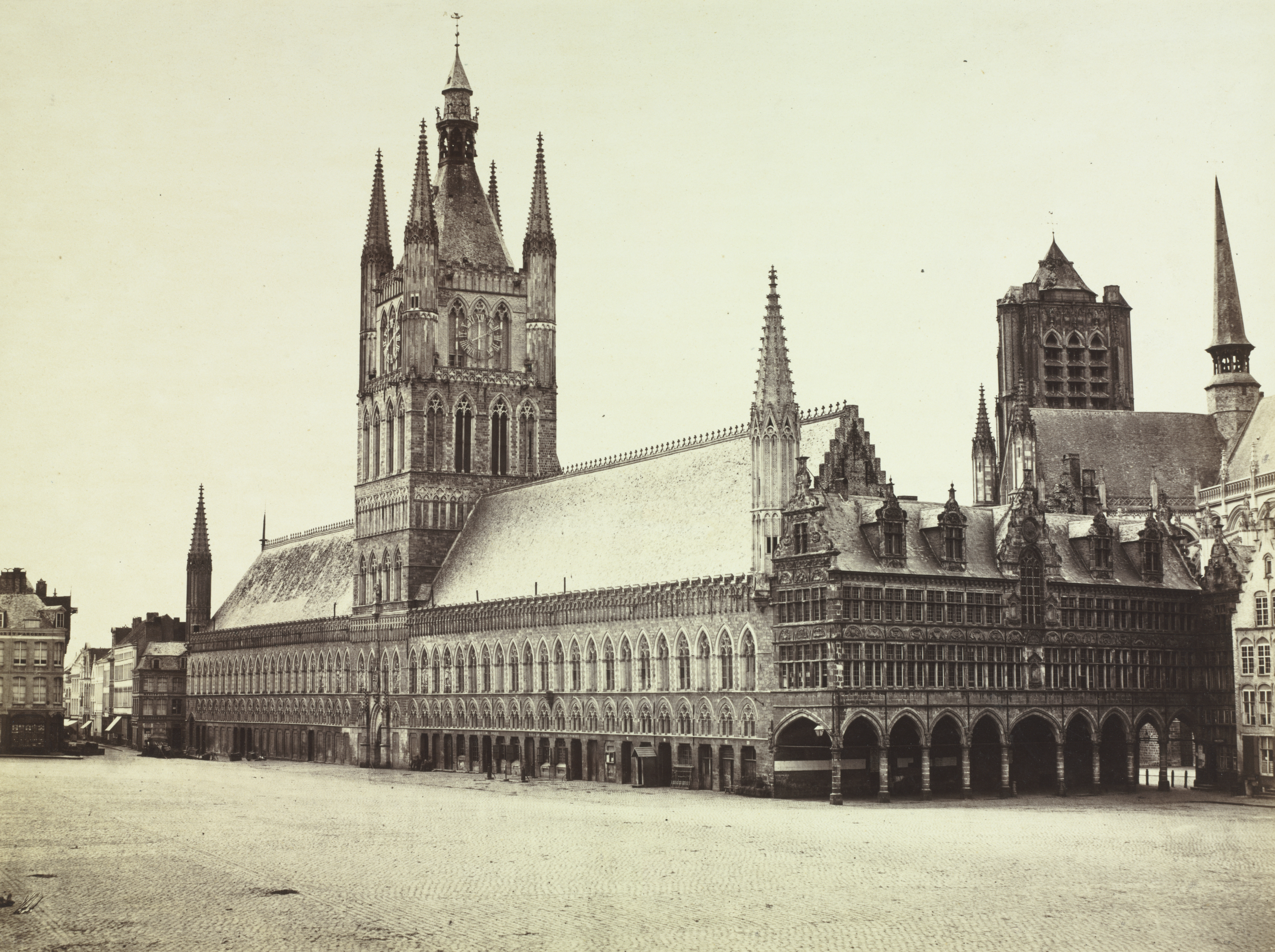
Суконні ряди 1860 р., де показано оригінальну середньовічну будівлю до Першої світової війни
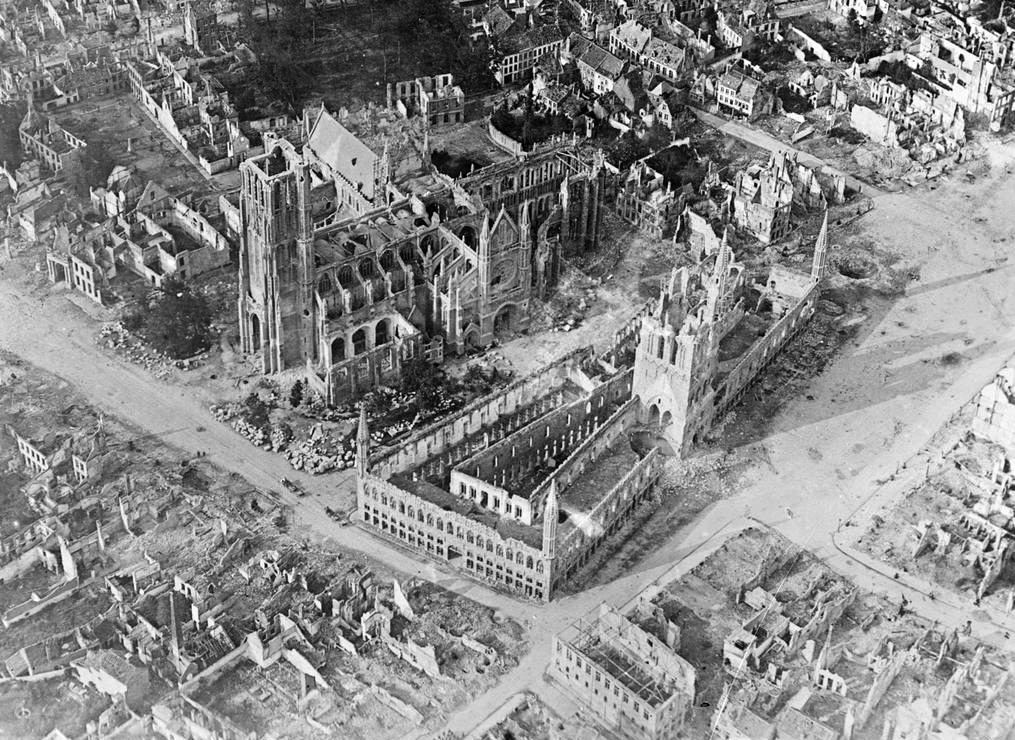
Вид із повітря під час війни. На цьому руйнування не закінчено.
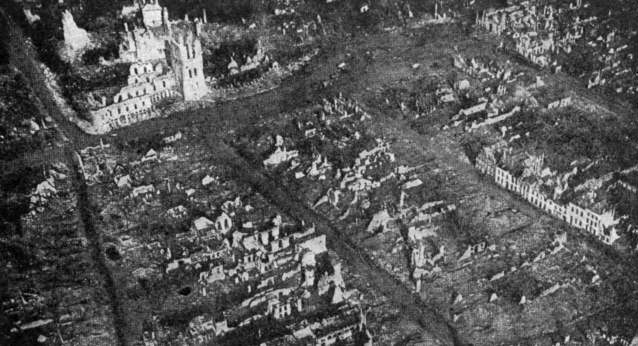
Зруйнований центр міста із залою та собором наприкінці війни

## Будівля

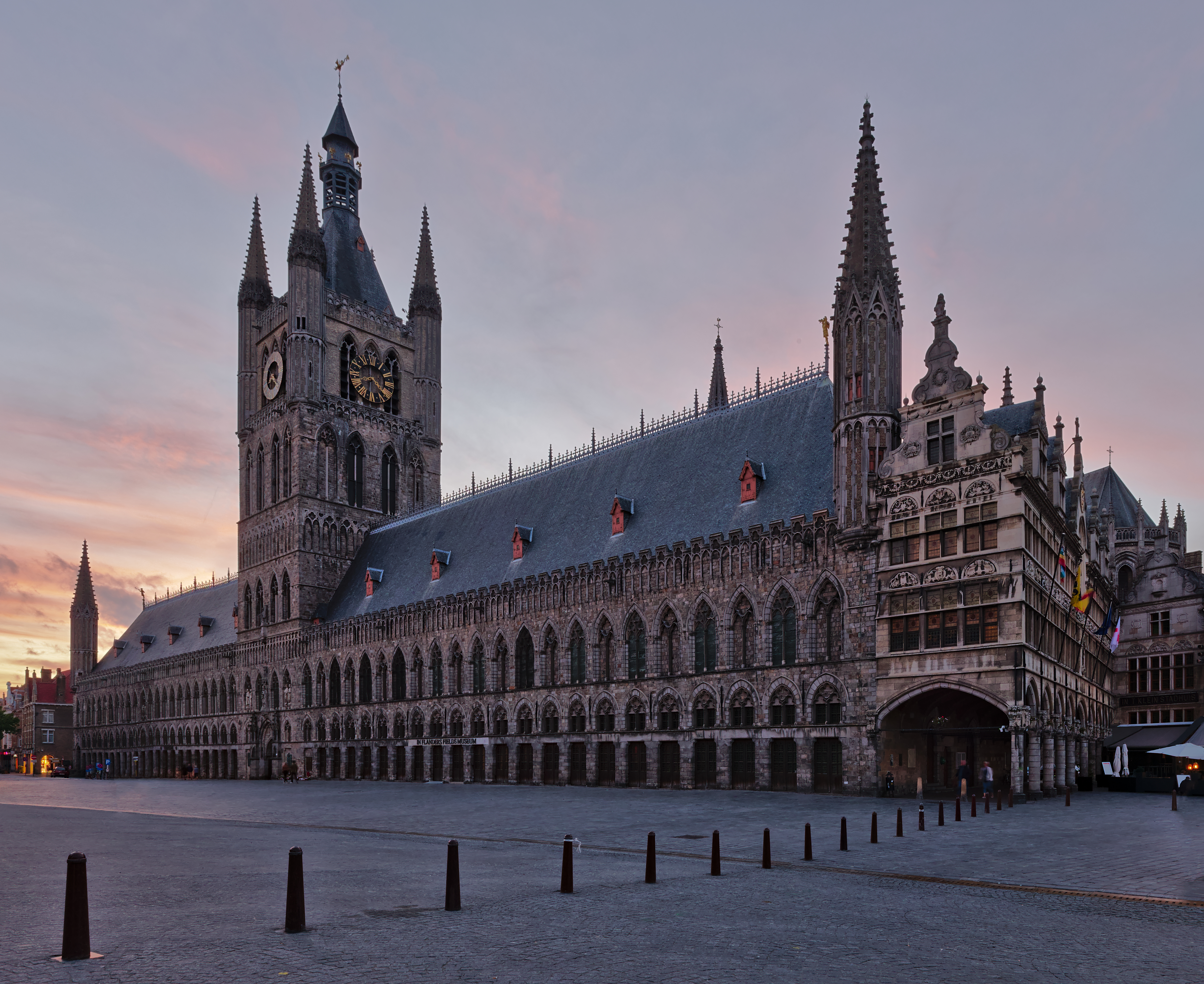
Сучасний вигляд реконструйованої Суконної палати

У ряду, що охоплює передню частину будівлі, розташовані високі стрілчасті арки, які почергово охоплюють вікна та глухі ніші. До Першої світової війни ніші обрамляли статуї історичних персонажів у натуральну величину, графів і графинь Фландрії. Ніші на бічних крилах зараз в основному вільні, але в центрі розташовані статуї графа Балдуїна IX Фландрського та Марії Шампанської, легендарних засновників будівлі; і король Альберта I і королеви Єлизавети, за правління яких почалася реконструкція. Між цими двома парами, безпосередньо над входом у центральну арку або Донкерпортом, розміщена статуя Богоматері Тюїнської, покровительки Іпра.
На дзвіниці, увінчаній чотирма башточками та шпилем, розміщено карильйон із 49 дзвонами. Зі стовпа на вершині шпиля позолочений дракон дивиться на місто. З вежі відкривається широкий вид на околиці, і вона використовувалася як сторожова вежа в минулі століття. Тут також розташовувалися міський архів, скарбниця, збройова палата та в'язниця. У менш освічені часи котів скидали з дзвіниці з незрозумілих причин. Одна з теорій полягає в тому, що коти були якимось чином пов'язані з чорною магією. Інша теорія полягає в тому, що котів тримали, щоб захистити тканину від мишей, але зі щорічним надлишком кошенят потрібно було якось боротися. Нині жартівник ушановує цей вчинок, кидаючи м'які іграшки котячих з вежі під час параду котів, що проводиться раз на три роки.
Раніше до Суконних рядів можна було дістатися на човні водним шляхом Іперлі, який зараз закритий. Просторі зали на першому поверсі, де колись продавали вовну та сукно, тепер використовуються для виставок та туристичної інформації; на другому поверсі, який раніше був складом, тепер розміщено Музей «У полях Фландрії», присвячений історії Великої війни, а також містить дослідницький центр Першої світової війни. Через музей відвідувачі можуть потрапити на дзвіницю.
Навпроти східної сторони будівлі стоїть елегантний Ньюверк, ренесансний стиль якого помітно контрастує з готикою головної будівлі. Ця прибудова, спочатку побудована між 1619 і 1622 роками та реконструйована після війни, тепер слугує ратушею.

## Міжнародне значення

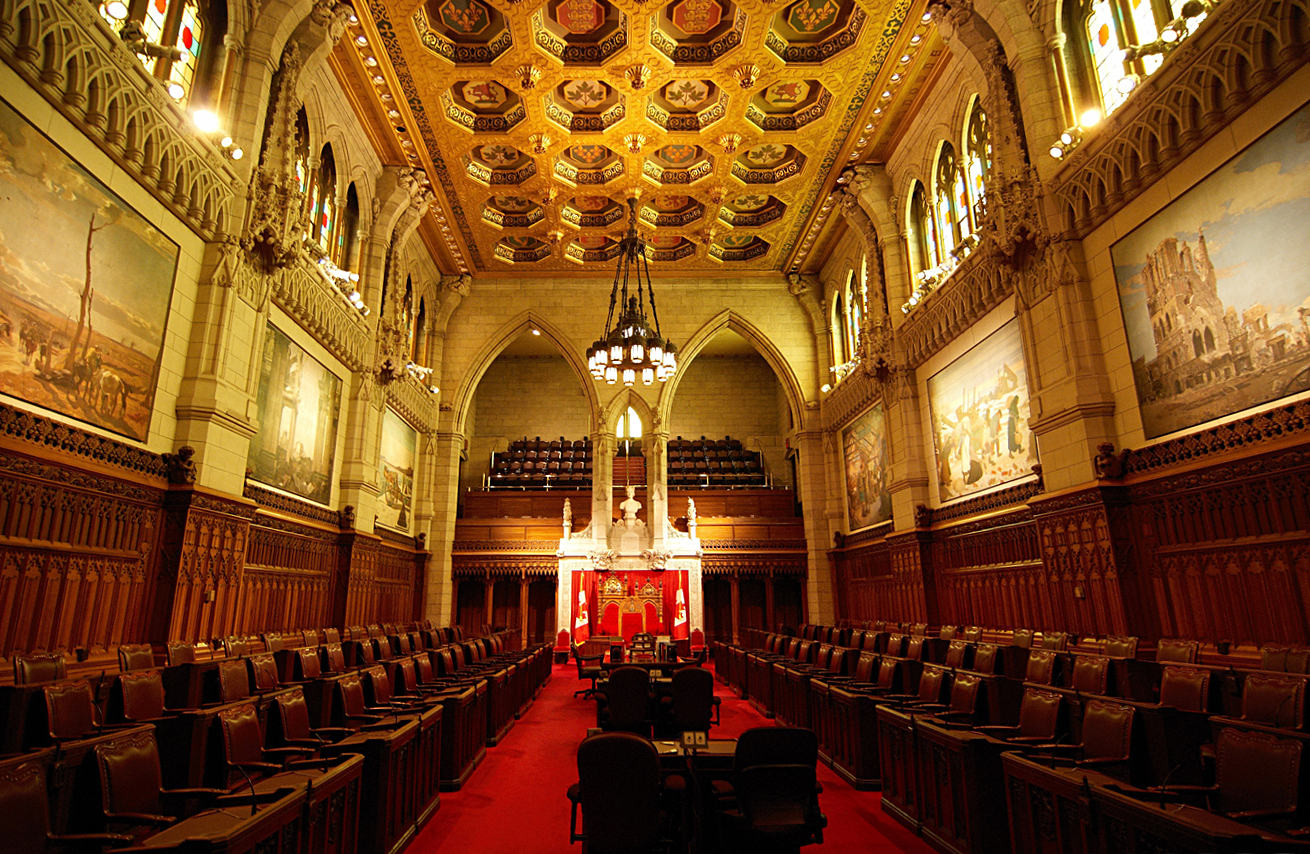
Картина Суконні ряди Іпра, що висить у залі сенату парламенту Канади (крайня права картина)

Картина із зображенням Суконних рядів у руїнах у 1918 році, написана художником шотландського походження Джеймсом Керр-Лоусоном, була одним із понад 1000 творів мистецтва, замовлених Канадським фондом військових меморіалів для частини меморіалу Першої світової війни, який планувався після війни. Однак меморіальну будівлю згодом скасовано на користь меморіального кенотафа в центрі площі Конфедерації, через дорогу від Парламентського пагорба в Оттаві. Картина Суконних рядів і сім інших замовлених творів були натомість вивішені в залі сенату нещодавно реконструйованого центрального блоку парламенту в 1921 році і зберігаються там сьогодні.
Дизайн будівлі Високого суду Калькутти, заснованої 1 липня 1862 року в місті Калькутта (нинішня Колката) у Бенгальському президентстві Індії під час Британського Раджі, був натхненний Суконними рядами Іпра, як і сер Джордж Гілберт. Проект Скотта для нової головної будівлі Університету Глазго в 1870 році та проект В. Г. Кроссленда для санаторію Голловей у Вірджинія-Вотер, графство Суррей, побудованого в 1873—1885 роках.